# IPhone 3GS
iPhone 3GS (стилизован, как iPhone 3GS также известен, как iPhone 3s) — третье поколение смартфонов iPhone, разработанное и выпущенное корпорацией Apple. Был представлен на WWDC 2009 в Moscone Center в Сан-Франциско. Является преемником iPhone 3G. По заявлению Apple, он вдвое быстрее своего предшественника (S — сокращение от английского «Speed»). На iPhone 3GS предустановлена операционная система iPhone OS 3.0. Последней версией для него стала iOS 6.1.6. iPhone 3GS работает под управлением операционной системы iOS от Apple. В качестве флагманского смартфона Apple в 2010 году его сменил iPhone 4. 24 июня 2010 года Apple выпустила модель объёмом 8 ГБ, прекратив выпуск моделей объёмом 16 и 32 ГБ. Тем не менее, 3GS продолжал выпускаться до сентября 2012 года, когда был анонсирован iPhone 5.

## История
IPhone 3GS стал доступен для предварительного заказа 8 июня 2009 года. 19 июня 2009 года состоялся релиз в Канаде, Соединенных Штатах и 7 европейских странах, 26 июня также вышел в Австралии и Великобритании. В первую неделю после выпуска было продано более одного миллиона 3GS. В июле и августе 2009 года iPhone 3GS вышел на международном уровне.

## Особенности

### Дисплей
LCD-дисплей устройства был разработан Apple и производился LG. Плотность дисплея составляет 163 ppi при диагонали экрана в 3,5 дюйма. Разрешение дисплея составляет 320x480 пикселей. В отличие от предшественника экран может передавать более насыщенные цвета. В изменения также входит жироотталкивающее покрытие, предназначенное для уменьшения загрязнения поверхности экрана. Дисплей управляется пальцами.

### Камера
В iPhone 3GS встроена 3-мегапиксельная камера производства OmniVision. Камера имеет автофокус, автоматический баланс белого и способность снимать VGA-видео.
В приложении «камера» появился ползунок позволяющий пользователям переключаться между фото и видео. При нажатии на по экрану камера фокусируется на это место, также есть возможность 5-кратного цифрового увеличения (iOS 4 и iOS 5). в iOS 5 появилась возможность блокировать автофокусировку и автоэкспозицию при удерживании пальца.

### Процессор и оперативная память
iPhone 3GS работает на чипе Samsung APL0298C05, разработанном и произведённом компанией Samsung. Он состоит из центрального процессора ARM Cortex-A8 с частотой 833 МГц (программно занижено до 600 МГц) и графического процессора PowerVR SGX 535.
iPhone 3GS оснащён 256 МБ оперативной памяти, что вдвое больше чем у iPhone 3G. Благодаря этому производительность увеличена и появилась поддержка многозадачности (после обновления операционной системы до iOS 4).

### Флеш-память
Как и все модели iPhone он содержит встроенную флеш-память, не имея при этом слотов расширения. Первоначально были выпущены 16 GB и 32 GB варианты iPhone 3GS. Позже с релизом iPhone 4 была выпущена 8 GB модель, и вместе с этим прекратилось производство 16 GB и 32 GB моделей.

### Питание и аккумулятор
iPhone 3GS оснащен внутренним 3,7 В 1219 мАч литий-ионным полимерным аккумулятором и способен сохранять до 80 % батареи после 400 полных циклов зарядки и разрядки. Индикатор заряда батареи в процентах был эксклюзивно разработан для iPhone 3GS (Позже было включено в следующие поколения смартфона).
Apple утверждает, что аккумулятор iPhone 3GS способен работать до 10 часов при просмотре видео, 9 часов просмотра веб-страниц через Wi-Fi. 12 часов в режиме разговора по сетям 2G, 5 часов в сетях 3G, 30 часов прослушивания музыки и 300 часов в режиме ожидания.

### Магнитометр
Магнитометр, встроенный в iPhone 3GS используется для измерения силы и/или направления магнитного поля по отношению к устройству. Иногда радиосигналы вызывают помехи, в результате чего требуется выполнить повторную калибровку компаса (прорисовав в воздухе восьмёрку). В iOS встроено приложение «Компас», указывающее направление на северный полюс.

### Сети
В дополнение трёхдиапазонной UMTS/HSDPA связи и четырёхдиапазонной GSM/GPRS/EDGE связи в iPhone 3G, в 3GS также имеется поддержка HSDPA связи со 7.2 Мбит скоростью загрузки.

### Голосовое управление
Голосовое управление (Voice Control) введённая исключительно для iPhone 3GS функция (позже была введена в следующие поколения iPhone). Она позволяет звонить, управлять музыкой и использовать FaceTime с помощью голоса. Так же iPhone может сообщить вам текущее время, причем можно спросить как «Сколько времени?», так и «Который час?» Включалась двойным нажатием кнопки «Home» в iOS 3, после iOS 4 включается удержанием кнопки «Home» (двойное нажатие вызывает панель многозадачности).

### Функции для людей с ограниченными возможностями
VoiceOver, инверсия цвета и Text Zoom были представлены как эксклюзивные функции iPhone 3GS. VoiceOver — функция, проговаривающая информацию об играющей музыке, диктующая текст и другие вещи представленные в iPod shuffle третьего поколения. Цветовая инверсия инвертирует цветовую гамму, а Text Zoom увеличивает размер шрифта на экране.

## Скорость беспроводной связи
| Тип сотовой сети/беспроводной технологии | Класс       | Частоты, на которых работает сеть | Максимальная скорость Downlink (Mbps) | Максимальная скорость Uplink (Mbps) | Современность        |
| ---------------------------------------- | ----------- | --------------------------------- | ------------------------------------- | ----------------------------------- | -------------------- |
| GPRS                                     | 2G (2.5G)   | 850, 900, 1800, 1900 МГц          | 0.04                                  | Неизвестно                          | Технология устарела  |
| EDGE                                     | 2G (2.75G)  | 850, 900, 1800, 1900 МГц          | 0.38                                  | Неизвестно                          | Технология устарела  |
| UMTS/HSDPA                               | 3G          | 850, 1900, 2100 МГц               | 3.6                                   | Неизвестно                          | Технология актуальна |
| Wi-Fi                                    | 802.11 b/g/ | ?                                 | 54.0                                  | 54.0                                | Технология актуальна |
| Bluetooth 2.1 + EDR                      | 802.15.4    | ?                                 | 3.0                                   | 3.0                                 | Технология актуальна |

## Критика
Отзывы об iPhone 3GS были неоднозначными. Уолт Моссберг из The Wall Street Journal описал устройство, оснащенное новыми функциями, которые делают отличный продукт еще лучше, но для многих пользователей программное обеспечение может быть достаточным стимулом, чтобы удержать их от покупки новой модели. Engadget также сказал, что дополнения видеозаписи, компаса и лежачего полицейского[прояснить] просто не кажутся нам настолько убедительными. Основные недовольства заключены в идентичном внешнем виде с прошлым поколением.

## Дизайн
iPhone 3GS и его предшественник практически идентичны по дизайну, единственным отличием является только то, что текст с обратной стороны отливают серебряным (как логотип Apple), а не серым цветом. В отличие от своего предшественника 3GS сразу вышел в белом и чёрном вариантах, но с выходом iPhone 4 он остался доступен только в чёрном цвете.